# Fort Sainte-Marie-de-Grâce
Le fort Sainte-Marie-de-Grâce, officiellement le Lieu historique national du Canada du Fort-Sainte-Marie-de-Grâce, est un lieu historique national situé à La Hève, en Nouvelle-Écosse (Canada).
L'Acadie retourne à la France en 1632 à la suite de la signature du traité de Saint-Germain-en-Laye. Le gouverneur Isaac de Razilly décide de déplacer la capitale à La Hève et y construit le fort. Le fort est abandonné en 1636 après la mort du gouverneur et est détruit dans un incendie au cours des années 1630. Le site du fort est classé le 4 juin 1924.

### Liens externes

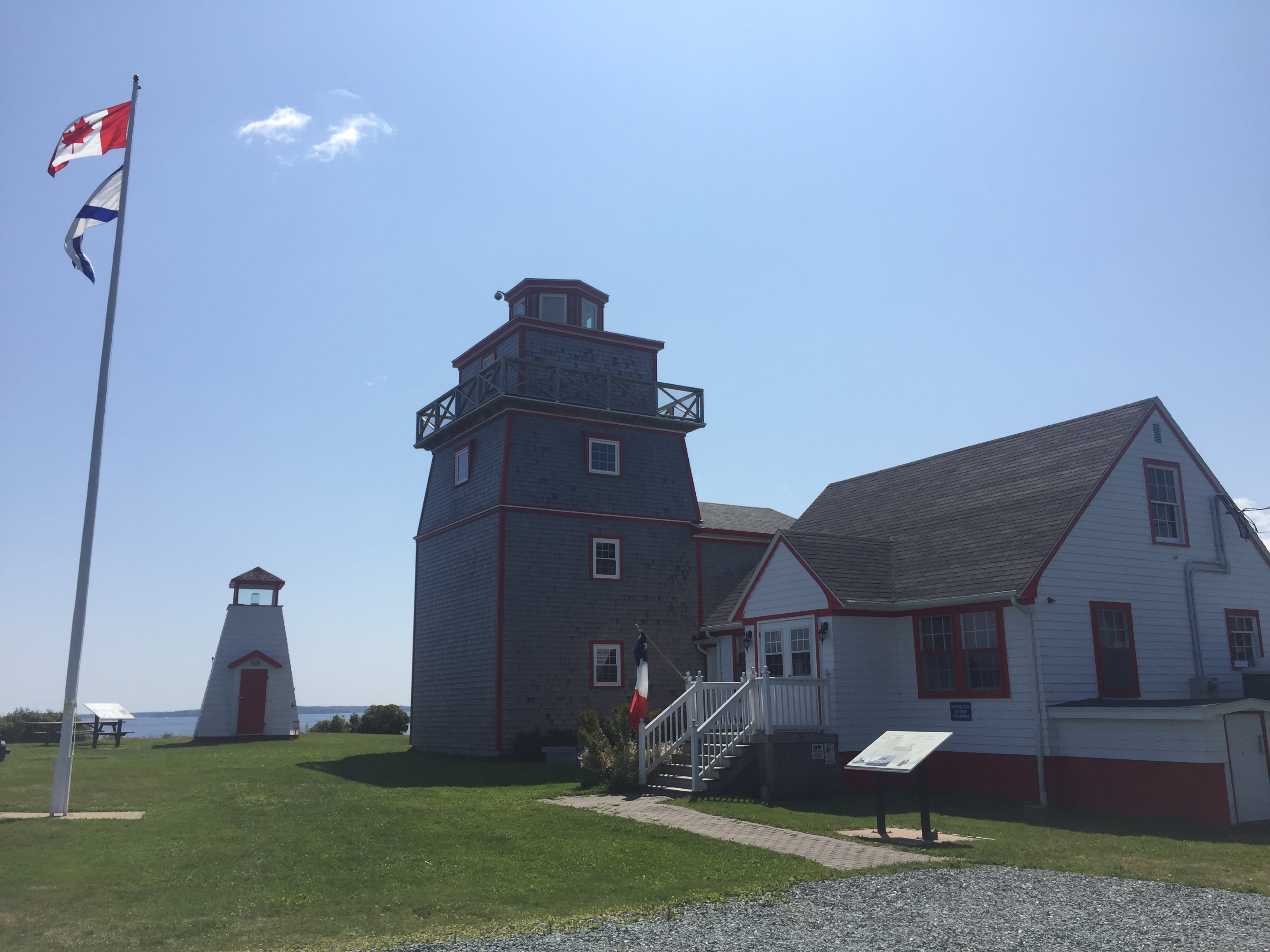
Musée sur le site de Fort Sainte-Marie-de-Grâce.